# Шпіль (струмок)
Шпіль — струмок в Україні у Обухівському районі Київської області. Лівий доплив річки Стугни (басейн Дніпра).

## Опис
Довжина струмка приблизно 3 км, найкоротша відстань між витоком і гирлом — 2,60  км, коефіцієнт звивистості річки — 1,15 . Формується декількома струмками та загатою.

## Розташування
Бере початок на північно-східній стороні від села Березове. Тече переважно на південний схід через село Старі Безрадичі і впадає у річку Стугну, праву притоку річки Дніпра .

## Цікаві факти
- На струмку є природне джерело[3].